# Ses Alqueries
Ses Alqueries és un llogaret del terme de Santa Eugènia molt pròxim al límit amb el terme de Sencelles. El 2006 tenia 96 habitants. Juntament amb els llogarets de Ses Olleries i Ses Coves el 5 de març de 2009 va ser declarat Bé d'interès cultural pel Consell de Mallorca, però a data de 2023 no s'ha aclarit les actuacions que s’hi poden dur a terme.